# Dryopteris cinnamomea
Dryopteris cinnamomea är en träjonväxtart som först beskrevs av Antonio José Cavanilles och som fick sitt nu gällande namn av Carl Frederik Albert Christensen.
Dryopteris cinnamomea ingår i släktet Dryopteris och familjen Dryopteridaceae. Inga underarter finns listade i Catalogue of Life.